# Джунелл Бромфілд
Джунелл Бромфілд (8 лютого 1998 ) — ямайська легкоатлетка, що спеціалізується на бігу на короткі дистанції, бронзова призерка Олімпійських ігор 2020 року.

## Основні міжнародні виступи
| Рік                | Змагання                      | Місце проведення      | Місце              | Дисципліна                   | Результат          | Примітки           |
| Представник Ямайка | Представник Ямайка            | Представник Ямайка    | Представник Ямайка | Представник Ямайка           | Представник Ямайка | Представник Ямайка |
| ------------------ | ----------------------------- | --------------------- | ------------------ | ---------------------------- | ------------------ | ------------------ |
| 2016               | Чемпіонат світу серед юніорів | Бидгощ, Польща        | 3                  | біг на 400 метрів            | 52.05              |                    |
| 2016               | 2                             | естафета 4×400 метрів | 3.31,01            |                              |                    |                    |
| 2021               | Олімпійські ігри              | Токіо, Японія         | 2 (з.)             | естафета 4×400 метрів        | 3.21,95            | SB                 |
| 2021               | Олімпійські ігри              | Токіо, Японія         | 4 (з.)             | естафета 4×400 метрів, мікст | 3.11,76            | NR                 |
| 2022               | Чемпіонат світу в приміщенні  | Белград, Сербія       | 1                  | естафета 4×400 метрів        | 7.04               |                    |